# Escuela de Arquitectura (Universidad de Alcalá)
La Escuela de Arquitectura es la escuela de arquitectura de la Universidad de Alcalá. Se fundó en 1999, y se localiza en un antiguo convento del siglo XVII en Alcalá de Henares (Comunidad de Madrid- España) y en el Campus de Guadalajara. Anteriormente, su nombre oficial era el de Escuela Técnica Superior de Arquitectura y Geodesia (ETSAG).

## Edificio
La Escuela de Arquitectura ocupa el antiguo Colegio-convento del Carmen Calzado de la Universidad de Alcalá, fundado en 1567.

## Estudios

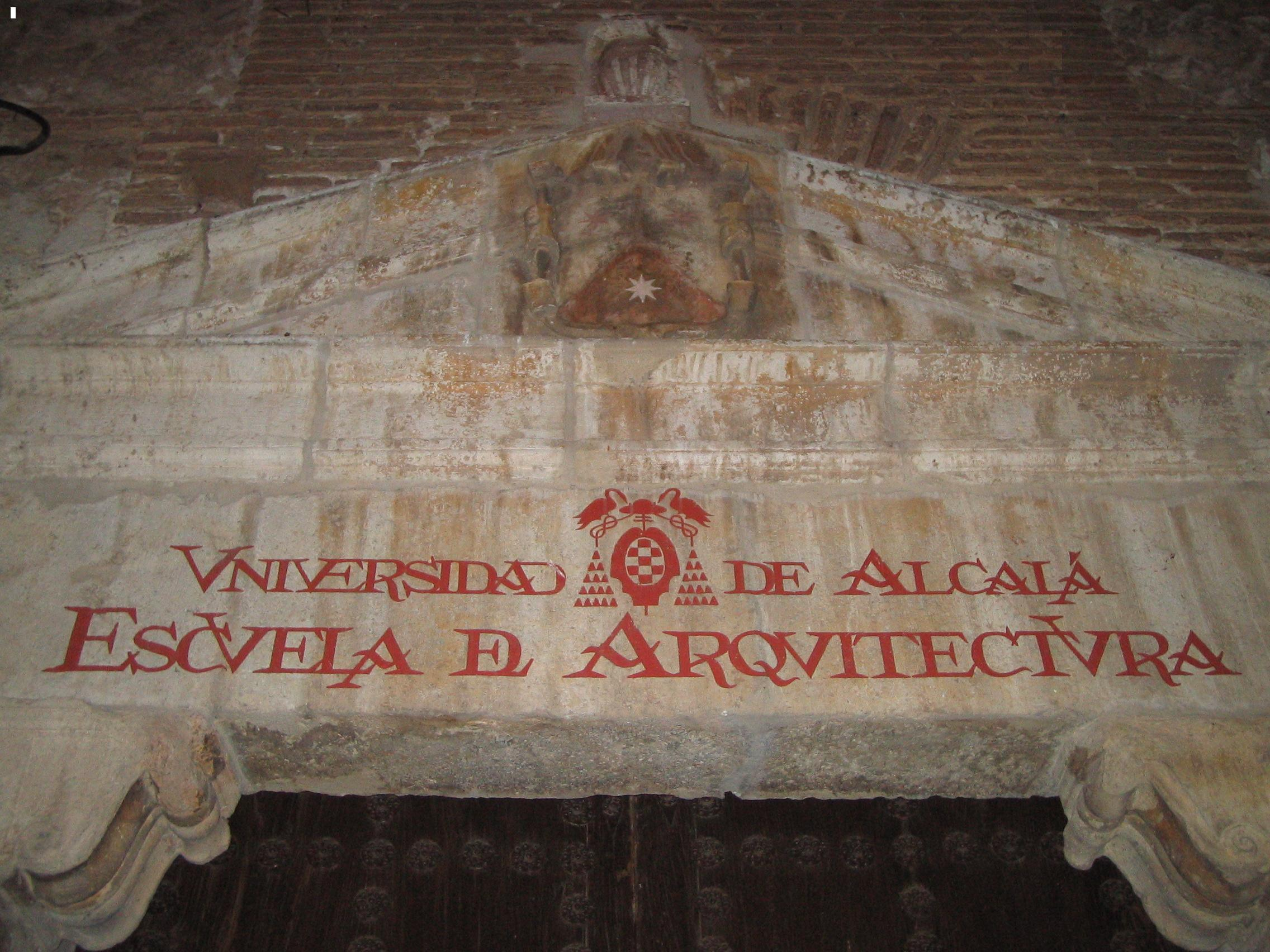
Pórtico de entrada a la Escuela de Arquitectura.

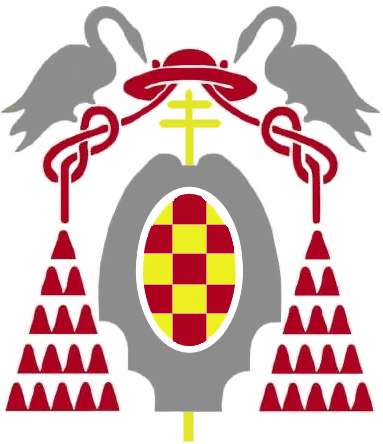
Escudo de la Universidad de Alcalá.

En ella se imparten varios grados de arquitectura, así como el Doctorado en Arquitectura y un máster en Proyecto de Arquitectura y Ciudad. Estudios de grado en:
- Arquitectura[3]
- Fundamentos de Arquitectura y Urbanismo[4]
- Ciencia y Tecnología de la Edificación[5]

## Departamentos
En la Escuela de Arquitectura imparten docencia los siguientes departamentos:
- Arquitectura;
- Ciencias Jurídicas;
- Física y Matemáticas;
- Geología, Geografía y Medio Ambiente;
- Teoría de Señal y Comunicaciones.